# Samuel Kobia
Samuel Kobia (* 20. März 1947 in Miathene, Meru Central District) ist ein kenianischer Pastor der Methodistischen Kirche in Kenia.

## Leben
Samuel Kobia studierte Theologie am St. Paul’s College in Kenia und wurde zum Pastor der Methodist Church in Kenya ordiniert. Mit postgradualen Studien erlangte er 1972 ein Diplom für Kirchliche Dienste im städtischen Bereich (Urban Ministry) vom McCormick Theological Seminary in Chicago, 1978 mit einer Arbeit über Origins of squatting and community organization in Nairobi einen M.A. in Stadtplanung vom Massachusetts Institute of Technology in Cambridge, Massachusetts, und 1993 den Doktorgrad in Theologie am Christian Theological Seminary in Indianapolis.
Kobia war von 1978 bis 1984 Generalsekretär des „Urban Rural Mission“-Programmes des Ökumenischen Rates der Kirchen mit Sitz in Genf. Nach seiner Rückkehr in sein Heimatland war er Generalsekretär des National Council of Churches of Kenya und zwischenzeitlich Berater des Zimbabwe Christian Council. 1991 leitete er einen (gescheiterten) Versuch, im Zweiten Unabhängigkeitskrieg im Südsudan Friedensgespräche zwischen der Sudanesischen Volksbefreiungsbewegung und der Sudanesischen Volksbefreiungsarmee einerseits und der Regierung des Sudan andererseits durchzuführen. 1992 war der Vorsitzende der National Election Monitoring Unit in Kenia, deren Aufgabe es war zu überprüfen, ob die Wahlen (Präsidentschafts- und Parlamentswahl) ordnungsgemäß durchgeführt wurden. 1993 kehrte er in den Dienst des Ökumenischen Rates der Kirchen in Genf zurück und wurde zunächst Leiter ihrer Abteilung für Gerechtigkeit, Frieden und Bewahrung der Schöpfung, dann Sonderbeauftragter des Ökumenischen Rates der Kirchen für Afrika. Er war Mitglied des Ehrenschutzkomitees der Internationalen Koordination für die Dekade für eine Kultur des Friedens und der Gewaltfreiheit für die Kinder der Welt (2001–2010).
2003 wählte der Ökumenische Rat der Kirchen Samuel Kobia zu seinem Generalsekretär für die Amtszeit von 2004 bis 2009, als Nachfolger von Konrad Raiser. Am 27. August 2009 wählte die ÖRK-Vollversammlung den norwegischen Pfarrer Olav Fykse Tveit zum Nachfolger Kobias.

## Familie
Samuel Kobia ist verheiratet und hat vier Kinder.